# آرزوهای زمین
آرزوهای زمین فیلمی به کارگردانی و نویسندگی وحید موسائیان ساختهٔ سال ۱۳۸۰ است.

## بازیگران
- کوروش نریمانی
- هادی معنوی
- ندا غلامی
- حسین شیدایی
- نورالدین اعلمی
- زری پشتدار
- عزیز کشاورز
- نورعلی لطفی
- محمدعلی گودرزی
- مرتضی فلاحی
- ماه سلطان زیودار
- صفر بیرانوند
- سبزعلی درویشیان
- ذبیح اله طولابی
- نسیم بیرانوند
- وحید بیرانوند
- مسعود رستمی
- مریم بیرانوند
- محسن بیرانوند
- فریبا بیرانوند